# Coșula
Coșula è un comune della Romania di 3 009 abitanti, ubicato nel distretto di Botoșani, nella regione storica della Moldavia.
Il comune è formato dall'unione di 4 villaggi: Buda, Coșula, Pădureni, Șupitca.
Coșula è divenuto comune autonomo nel 2004, staccandosi dal comune di Copălău.